# ميخائيل روشي (موسيقي)
ميخائيل روشي (بالإنجليزية: Michael Roach)‏ هو موسيقي أمريكي، ولد في 18 مارس 1955.